# Mesocrangon volki
Mesocrangon volki is een garnalensoort uit de familie van de Crangonidae. De wetenschappelijke naam van de soort is voor het eerst geldig gepubliceerd in 1953 door Birstein & Vinogradov.